# Grande commande photographique
La Grande commande photographique « Radioscopie de la France : regards sur un pays traversé par la crise sanitaire » est une commande publique du ministère français de la Culture passée en 2021 aux photojournalistes et photographes documentaires français, pilotée par la Bibliothèque nationale de France.

## Description
Initiée en 2021 par Marion Hislen, ancienne déléguée à la photographie au sein de la direction générale de la création artistique du ministère de la Culture, et annoncé en octobre 2021 par Roselyne Bachelot, cette commande d’une ampleur historique - il s’agit de la plus grande commande publique photographique en Europe avec un budget de 5,46 millions d’euros,,.
Dans le cadre du plan gouvernemental de soutien à la filière presse, deux appels à projets, l’un lancé en 2021, l’autre en 2022, ont permis de sélectionner 200 lauréats (figures reconnues du photojournalisme comme de jeunes talents, parmi plus de 1 560 dossiers reçus), sur leur parcours et leur proposition pour documenter, en un an et demi, les transformations sociales, économiques et environnementales qui ont traversé la France après la crise sanitaire liée à la pandémie de Covid-19.

Ce projet vient reconnaître et encourager la création contemporaine dans le champ du photojournalisme et de la photographie de presse. Il s’inscrit dans la continuité des grandes commandes photographiques publiques initiées par l'État français telles que la Mission héliographique en 1851 ou la Mission photographique de la DATAR en 1984. 
"Ce lien entre photographie et crise fait naturellement penser à la commande du gouvernement Roosevelt dans une Amérique en souffrance après le krach boursier de 1929 et aux images de la FSA (Farm Security Administration). Un vaste projet, mené entre 1935 et 1942, qui vit émerger les talents iconiques de Dorothea Lange, Walker Evans ou encore Gordon Parks." (La Croix) 
À l'issue des prises de vue, la BnF a intégré les 2 000 tirages inédits produits dans le cadre de la commande aux collections nationales dont elle a la garde, au sein du département des Estampes et de la photographie, permettant ainsi d’enrichir le patrimoine documentaire national.

## Valorisation

### L'exposition rétrospective
Sous le commissariat d'Héloïse Conésa et Emmanuelle Hascoët, la rétrospective de la Grande commande photographique, intitulée La France sous leurs yeux, 200 regards de photographes sur les années 2020, a présenté une sélection de près de 500 clichés du 19 mars au 23 juin 2024 à la Bibliothèque Nationale de France (site Richelieu).
"Le parcours de l’exposition, organisé autour de la devise nationale conjuguée au pluriel – « Libertés », « Égalités », « Fraternités » – et augmentée d’un horizon de « Potentialités » en prise avec les nouveaux défis environnementaux et technologiques, rend compte des permanences et mutations de la société française." (BnF)
"La diversité des thématiques abordées saute aux yeux dans cette exposition. Les photographes ont entre 21 et 81 ans. Qu'ils vivent en Île de France, dans des territoires ultra-marins ou des mondes ruraux… La Bibliothèque nationale de France mène une véritable enquête photographique, un voyage à travers la France, avec la terre pour fil conducteur, révélatrice de phénomènes en constante évolution." (Vogue France) 

"C’est une exposition qui fera date dans l’histoire de la photographie et de la commande publique en France." (Fisheye Magazine)

### Expositions partenaires
- La France en face, Hôtel Fontfreyde, Clermont-Ferrand (photographes : William Daniels, Bertrand Stofleth, Eleonora Stranon, Sarah Ritter, Mathias Depardon, Sandra Reinflet, Ed Alcock, Letizia Le Fur, Julien Goldstein, Marc Lathuillière, Olivier Laban-Mattei, Claire Jachymiak, Mathias Zwick, Juliette Pavy, Alain Keler, Florence Joubert), 2024[12]
- Solastalgia, Saint Pierre, Gare Maritime, Miquelon (photographe: Eleonora Strano), 2024
- Être là, Zone I., Moulin de la Fontaine, Thoré-la-Rochette (photographes : Alexa Brunet, Cha Gonzalez, Arthur Mercier, Olivier Laban-Mattei), 2024[13]
- Paysages monstrueux, Centre Claude Cahun, Nantes (photographes : William Daniels, Grégoire Eloy, Julien Magre, Letizia Le Fur), 2024
- Sous les sunlights, Stimultania, Strasbourg (photographes : Théo Combes, Julie Glassberg, Cha Gonzalez, Laurent Moynat, Théophile Trossat, Mathias Zwick), 2024
- Ruralités en mouvement, Caravane des ruralités, EPAU (L’Europe des Projets Architecturaux et Urbains), Vorey-sur-Arzon, Rives-du-Rhône, Saint-Sorlin-en-Valloire, Saint-Uzue (photographes: Frédéric Migeon, Axelle de Russé, Thomas Morel-Fort, Pascal Maitre, Sophie Loubaton, Eric Larrayadieu, Agnès Dherbeys, Jef Bonifacino, Raphaël Helle), 2023
- SNCF Gares & Connexions, exposition en gare de Toulouse Montabiau (photographe: Pablo Baquedano), 2023
- Festival Photo Marseille, Marseille (photographes: Nathalie Bardou, Michael Bunel, Antoine d'Agata, Abdulmonam Eassa, Grégoire Eloy, Sinawi Medine, Anita Pouchard-Serra, Aimée Thirion, Patrick Zachmann, Hans Zeeldieb), 2023[14]
- Paris Games Week 2023, Paris Expo Porte de Versailles (photographe : Odile Gine), 2023
- Festival l’Homme et la mer, Le Guilvinec, en partenariat avec le FRAC Bretagne[15] (photographes : Julie Bourges, Olivier Jobard, Romain Laurendeau, Lorraine Turci), 2023[16]
- Radioscopie de la France : Rivages, Galerie Le Lieu, Lorient (photographes: Mathias Benguigui, Yohanne Lamoulère, Emilienne Malfatto, Lorenzo Meloni, Jean Larive), 2023[17]
- Grande terre, Centre d’Art Contemporain Passerelle, Brest (photographe: Laura Henno), 2023
- Festival Les femmes s’exposent, Houlgate (photographes: Margaux Senlis, Bénédicte Kurzen), 2023
- Festival des Rencontres de la photographie d'Arles (photographes: Yohanne Lamoulère, Ed Alcock, Zen Lefort), 2023
- Ukraine, la mort dans l’âme, Arsenale de Bastia (photographes: Patrick Wack, Laurent Van der Stockt), 2023
- SNCF Gares & Connexions, exposition en gare à Limoges (photographes: Daniel Challe, David Godichaud, Marie Quéau), Strasbourg (photographes: Anaïs Oudart, Cédric Calandraud, Jérôme Bonnet) et Valence (photographes: Alain Keler, Alexa Brunet, Céline Villegas), 2023
- Images de la nature, nature des images, Parlement de la photographie, Palais de Tokyo, Paris (photographes: Pablo Baquedano, Bénédicte Kurzen, Marine Lanier, Sandra Reinflet, Sarah Ritter), 2023
- Festival ImageSingulières, Sète (photographes: Frédéric Stucin, Stéphanie Lacombe, Kourtney Roy, Richard Pak, Pierre Faure, Valérie Couteron), 2023

### Le catalogue
La France sous leurs yeux, 200 regards de photographes sur les années 2020, BnF Éditions, 496 pages,  (ISBN 978-2-7177-2960-3) 14 mars 2024.
"500 photographies représentant la France métropolitaine et ultramarine et traitant de tous les aspects de la société en cette période post-Covid : travail, pauvreté, jeunesse, vieillesse, environnement, ruralité, santé...
L’ensemble est organisé en quatre parties introduites par le texte d’un auteur invité : Libertés (Pierre Haski), Égalités (Judith Rainhorn), Fraternités (Cynthia Fleury), Potentialités (Pierre Charbonnier)." (Éditions BnF)

## Les lauréats et lauréates[19]
Deux cents photographes ont été sélectionnés en novembre 2021 et février 2022, par un jury composé de représentants de la BnF, de représentants du ministère de la Culture et de personnalités qualifiées dans le domaine de la photographie et de la presse.
- Cyril Abad
- Sarah Alcalay
- Ed Alcock
- Jean-Michel André
- Lys ArangoJane
- Evelyn Atwood
- Aurore Bagarry
- Julie Balagué
- Pablo Baquedano
- Philémon Barbier
- Nathalie Bardou
- Lucas Barioulet
- Benjamin Béchet
- Mathias Benguigui
- Térence Bikoumou
- Guillaume Binet
- Anaïs Boileau
- Thomas Boivin
- Samuel Bollendorff
- Jef Bonifacino
- Jérôme Bonnet
- Sylvie Bonnot
- Aglaé Bory
- Bruno Boudjelal
- Julie Bourges
- Sophie Brändström
- Philippe Brault
- Alexa Brunet
- Michael Bunel
- Cédric Calandraud
- Cédrick-Isham Calvados
- Louis Canadas
- Ludovic Carème
- Alexandra Catiere
- Daniel Challe
- Céline Clanet
- Théo Combes
- Cyrus Cornut
- Scarlett Coten
- Gilles Coulon
- Jean-Louis Courtinat
- Valérie Couteron
- Olivier Culmann
- Antoine d’Agata
- Léo d’Oriano
- Denis Dailleux
- William Daniels
- Jean-Robert Dantou
- Denis Darzacq
- Hélène David
- Axelle de Russé
- Véronique de Viguerie
- Claire Delfino
- Mathias Depardon
- Jéromine Derigny
- Nicolas Descottes
- Bertrand Desprez
- Anouk Desury
- Agnès Dherbeys
- Giulio Di Sturco
- Marie Docher
- Stéphen Dock
- Claudine Doury
- Odhràn Dunne
- Thomas Dworzak
- Abdulmonam Eassa
- Edouard Elias
- Grégoire Eloy
- Camille Fallet
- Mathieu Farcy
- Pierre Faure
- Gilles Favier
- Vincent Ferrané
- Bruno Fert
- Olivia Gay
- Laurence Geai
- Jérôme Gence
- Camille Gharbi
- Odile Gine
- Stephan Gladieu
- Julie Glassberg
- Christian Gobeli
- Joseph Gobin
- David Godichaud
- Julien Goldstein
- Cha Gonzalez
- Samuel Gratacap
- Diane Grimonet
- Harry Gruyaert
- Raphaël Helle
- Laura Henno
- Guillaume Herbaut
- Olivia Hespel-Obregon
- Lucie Hodiesne Darras
- Françoise Huguier
- Pierre Hybre
- Claire Jachymiak
- Mat Jacob
- Olivier Jobard
- Jean-François Joly
- Lewis Joly
- Florence Joubert
- Karim Kal
- Alain Keler
- William Kéo
- France Keyser
- Samuel Kirszenbaum
- Nicolas Krief
- Anaïs Kugel
- Bénédicte Kurzen
- Olivier Laban-Mattei
- Philippe Labrosse
- Stéphanie Lacombe
- Stéphane Lagoutte
- Yohanne Lamoulère
- Marine Lanier
- Jean Larive
- Éric Larrayadieu
- Marc Lathuillière
- Romain Laurendeau
- Stéphane Lavoué
- Géraldine Lay
- Chau-Cuong Lê
- Letizia Le Fur
- Ulrich Lebeuf
- Zen Lefort
- Gilles Leimdorfer
- André Lejarre
- Hervé Lequeux
- Florence Levillain
- Stanislas Liban
- Nicola Lo Calzo
- Sophie Loubaton
- Lucien Lung
- Gaëlle Magder
- Marie Magnin
- Julien Magre
- Pascal Maitre
- Emilienne Malfatto
- Cyril Marcilhacy
- Catalina Martin-Chico
- Geoffroy Mathieu
- Gaëlle Matata
- Sinawi Medine
- Sandra Mehl
- Lorenzo Meloni
- Arthur Mercier
- Olivier Metzger
- Bertrand Meunier
- Meyer
- Frédéric Migeon
- Camille Millerand
- Olivier Monge
- Thomas Morel-Fort
- Yan Morvan
- Laurent Moynat
- Myr Muratet
- Marta Nascimento
- Malik Nejmi
- Anaïs Oudart
- Richard Pak
- Juliette Pavy
- Véronique Popinet
- Anita Pouchard Serra
- Marion Poussier
- Marie Quéau
- Sandra Reinflet
- Stéphane Remael
- Sarah Ritter
- Sandra Rocha
- Kourtney Roy
- Mouna Saboni
- Lizzie Sadin
- Lucille Saillant
- Margaux Senlis
- Jérôme Sessini
- Chloé Sharrock
- Lynn SK
- Bertrand Stofleth
- Eleonora Strano
- Frédéric Stucin
- Boris Svartzman
- Patrick Swirc
- Patrice Terraz
- Ambroise Tézenas
- Aimée Thirion
- Franck Tomps
- Rebecca Topakian
- Théophile Trossat
- Lorraine Turci
- Laurent Van der Stockt
- Laure Vasconi
- Céline Villegas
- Patrick Wack
- Mélanie Wenger
- Laurent Weyl
- Patrick Zachmann
- Hanz Zeeldieb
- Kamil Zihnioglu
- Mathias Zwick